# Spominski znak Pokljuka 1991
Spominski znak Pokljuka 1991 je spominski znak Slovenske vojske, ki je namenjen pripadnikom TO RS in delavcem upravnih enot, ki so sodelovali pri zavzemanju vojašnice Rudno polje na Pokljuki.
Znak je bil ustanovljen 17. julija 1999.

## Opis
Znak ima obliko ščita, ki ima na zgornjem delu na svetlo modri podlagi napis POKLJUKA, v spodnjem delu, na svetlo zeleni podlagi, pa datum 30. VI1991. V sredini je vojašnica z gozdom v ozadju in smreko v ospredju.

## Nadomestne oznake
Nadomestna oznaka je modre barve z zlatim lipovim listom, ki ga križa puška.

## Nosilci
- seznam nosilcev spominskega znaka Pokljuka 1991